# 歌行燈
『歌行燈』（うたあんどん）は、泉鏡花が1910年（明治43年）1月に発表した小説。

## 内容
恩地喜多八は能のシテ方宗家の甥であったが、謡の師匠宗山と腕比べを行い自殺に追い込んだために勘当される。宗山には娘お三重がいたが、親の死によって芸者となっていた。肺を病み流浪する喜多八は偶々お三重と会い、二度と能をしないとの禁令を破ってお袖に舞と謡を教える。
喜多八の伯父の前でお三重が『海人』（観世では『海士』）の「玉之段」を舞う場面がクライマックスといわれている。鏡花は元来能に深い造詣があった。深夜に響く鼓と謡、舞と海音の描写等が見られる。
1943年に成瀬巳喜男監督、花柳章太郎、山田五十鈴主演で映画化され、1960年には衣笠貞之助監督、市川雷蔵、山本富士子主演で再度映画化された。

## 資料
- 歌行燈句碑 鏡花がこの作を執筆した三重県桑名市の船津屋旅館の表塀にある。